# Кім Пік
Кім Пік (англ. Kim Peek, 11 листопада 1951, Солт-Лейк-Сіті, США — 19 грудня 2009, Солт-Лейк-Сіті, США) — відомий американський савант, що став прототипом головного героя оскароносного фільму 1988 року Людина дощу.
Відомий як «мегасавант», Пік мав виняткову пам'ять, знав напам'ять 9 тис. книжок та масу інших фактів. Але також відчував соціальні труднощі, які, ймовірно, були наслідком вади розвитку, пов'язаної з вродженими аномаліями мозку. Хоча раніше у Піка був діагностований аутизм, тепер вважається, що він мав синдром FG. Премія Піка від Кіноцентру Юти вшановує його спадщину.

## Раннє життя
Лоренс Кім Пік народився в Солт-Лейк-Сіті, штаті Юта, з макроцефалією, пошкодженням мозочка та агенезією мозолистого тіла, станом, при якому пучок нервів, що з'єднує дві півкулі мозок відсутній; у випадку Піка також були відсутні вторинні з'єднувачі, такі як передня спайка. Є припущення, що його нейрони створили незвичні зв'язки через відсутність мозолистого тіла, що призвело до збільшення пам'яті. За словами батька Піка, Френа (Френсіса) Піка, Кім міг запам'ятовувати речі у віці 16–20 місяців. Пік читав книжки, запам'ятовував їх, а потім клав їх догори дном на полицю, щоб показати, що він закінчив їх читати, і цієї практики він дотримувався все своє життя. Він міг швидко прочитати книгу приблизно за годину та запам'ятати майже все, що прочитав, запам'ятовуючи величезну кількість інформації з предметів, починаючи від історії та літератури, географії та чисел до спорту, музики та дат. Пік читав, скануючи ліву сторінку лівим оком, а праву сторінку читаючи правим оком. Згідно зі статтею в газеті «Таймс», він міг точно згадати зміст щонайменше 12 000 книг. Пік жив у Мюрреї, штат Юта, і проводив значну частину свого часу, читаючи в бібліотеці Солт-Лейк-Сіті та демонструючи свої здібності в школах, за підтримки свого батька.
Пік не ходив до чотирьох років, та й то боком. Він не міг застібнути сорочку та мав труднощі з іншими звичайними руховими навичками, ймовірно, через пошкоджений мозочок, який зазвичай координує рухову діяльність. Під час психологічного тестування Пік показав високі здібності в підтестах продуктивності та обмежені здібності у вербальних підтестах, що призвело до того, що його загальний IQ 87 не можна було вважати дійсним показником його когнітивних здібностей.

## Людина дощу
У 1984 році сценарист Баррі Морроу познайомився з Піком в Арлінгтоні, штат Техас. Результатом зустрічі став фільм «Людина дощу», який отримав премію «Оскар» у 1988 року. Хоча персонаж Реймонда Беббіта був натхненний Піком, він був зображений як людина з аутизмом. Дастін Гоффман, який зіграв Беббіта у фільмі, познайомився з Піком та іншими особами, які виявляли манери савантів, вивчаючи їхні особливості та характер, щоб зіграти роль якомога точніше. Фільм призвів до ряду запитів на нові появи Піка, що підвищило його впевненість в собі. Баррі Морроу подарував Піку свою статуетку «Оскар», щоб він носив із собою та показував на цих виступах; відтоді її називають «найулюбленішою статуеткою Оскара», оскільки її тримало більше людей, ніж будь-яку іншу. Піку також подобалося підходити до незнайомців і демонструвати їм свій талант до календарних обчислень, розповідаючи їм, у який день тижня вони народилися та які новини були того дня на перших сторінках головних газет. Пік також з'являвся на телебаченні. Він подорожував зі своїм батьком, який піклувався про нього та виконував багато рухових завдань, які Пік вважав важкими.

## Наукове дослідження
У 2004 році вчені з Центру біоінформатики наук про космічне життя при дослідницькому центрі Еймса НАСА перевірили Піка за допомогою серії тестів, включаючи комп'ютерну томографію (КТ) і магнітно-резонансну томографію (МРТ). Намір полягав у тому, щоб створити тривимірне уявлення про структуру його мозку та порівняти зображення з МРТ-скануванням, виконаним у 1988 році. Це були перші попередні підходи до використання неінвазивних технологій для подальшого дослідження здібностей Кіма.
Дослідження 2008 року прийшло до висновку, що Пік, ймовірно, мав синдром FG, рідкісний генетичний синдром, зчеплений з Х-хромосомою, який викликає такі фізичні аномалії, як гіпотонія (низький м'язовий тонус) і макроцефалія (аномально велика голова).

## Синдром саванта
Як правило синдром саванта може розвинутись від черепно-мозкової травми. Пошкодження якоїсь частини життєдіяльності людини компенсується іншою. Також як приклад синдрому саванту можна навести персонажа із телесеріалу 2000-х років Джон Доу (John Doe). За сюжетом людина мала дар надзвичайних знань про усе на світі, але внаслідок, скоріше всього, травми, пов'язаної із діяльністю мозку, страждала на дальтонію.

## Появи
- The Boy with the Incredible Brain (Хлопчик з неймовірним мозком), документальний фільм BBC
- Brainman, документальний фільм Discovery Channel
- Inside the Rain Man, документальний фільм Discovery Channel
- Everything You Need to Know — The Brain (Усе, що вам потрібно знати — Мозок), документальний фільм Discovery Channel
- Human Computer, документальний фільм Discovery Channel
- Medical Incredible, документальний фільм Discovery Health Channel
- The Real Rain Man (Справжня людина дощу), документальний фільм Discovery Health Channel, прем'єра якого відбулася 26 листопада 2006 року.
- Ripley's Believe It or Not! (Вірте чи ні! Ріплі)
- Інтерв'ю CNN з Річардом Квестом
- World's Smartest People (Найрозумніші люди світу) на The Learning Channel
- Кім і його батько були доповідачами на установчих зборах Товариства Атанасія Кірхера.
- Спікер Оксфордського союзу
- 60 Minutes (60 хвилин)
- Accidental Genius (Випадковий геній), документальний фільм National Geographic Channel
- Superhuman, «Genius» (Суперлюдина, епізод «Геній»), прем'єра спеціального каналу Science Channel відбулася 7 листопада 2008 р.
- Den Riktiga Rain Man (Справжня людина дощу), шведський документальний фільм, який вийшов в ефір 6 липня 2006 року на четвертому каналі Швеції (TV-4)
- Michael Vey 4 (Майкл Вей 4)

## Смерть
Пік помер від серцевого нападу у своєму будинку 19 грудня 2009 року у віці 58 років.

## Вшанування
Баррі Морроу передав свою власну статуетку «Оскар» на постійну позику в Солт-Лейк-Сіті на згадку про Кіма Піка і виділив гроші на премію «Пік», яка «віддає данину поваги митцям, виробникам засобів масової інформації та фільмам, які позитивно впливають на сприйняття нашого суспільства про люди з обмеженими можливостями» і видається Кіноцентром Юти.

## Подальше читання
- Peek, Fran (1996). The Real Rain Man: Kim Peek. Salt Lake: Harkness. ISBN 0-9651163-0-1.
- Трефферт, Дарольд А. & Крістенсен, Деніел Д. «Внутрішня думка вченого». Scientific American . Грудень 2005. (потрібна передплата).
- Частини тексту є роботою Вісконсинського медичного товариства та Дарольда А. Трефферта, доктора медичних наук «Кім Пік — справжня людина дощу»